# Баденвайлер
Баденвайлер (нім. Badenweiler) — місто та однойменна громада в землі Баден-Вюртемберг (Німеччина). Підпорядковується адміністративному округу Фрайбург. Входить до складу району Брайсгау-Верхній Шварцвальд.

## Географії
Площа — 13,02 км2. Населення становить 4498 ос. (станом на 31 грудня 2020).

## Особливості
Місто-курорт з давніх часів. Геотермальні та мінеральні джерела. Ботанічний парк у центрі міста.
Місце смерті німецького письменника і політика Якоба Венедея (1871), американського письменника Стівена Крейна (1900) і російського письменника Антона Павловича Чехова (1904), які перебували в курортному Баденвайлер на лікуванні (померли від туберкульозу).

## Археологія, історія
Залишки збудованих ще давніми римлянами терм (лат. Aqua Villae). Нині археологічний музей під скляним дахом.

## Галерея

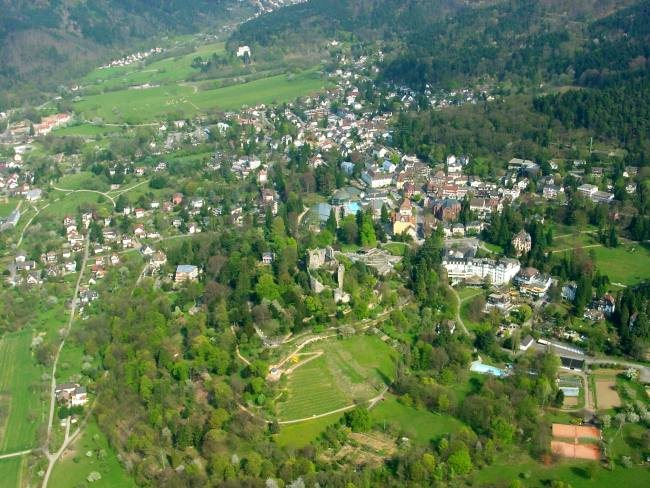
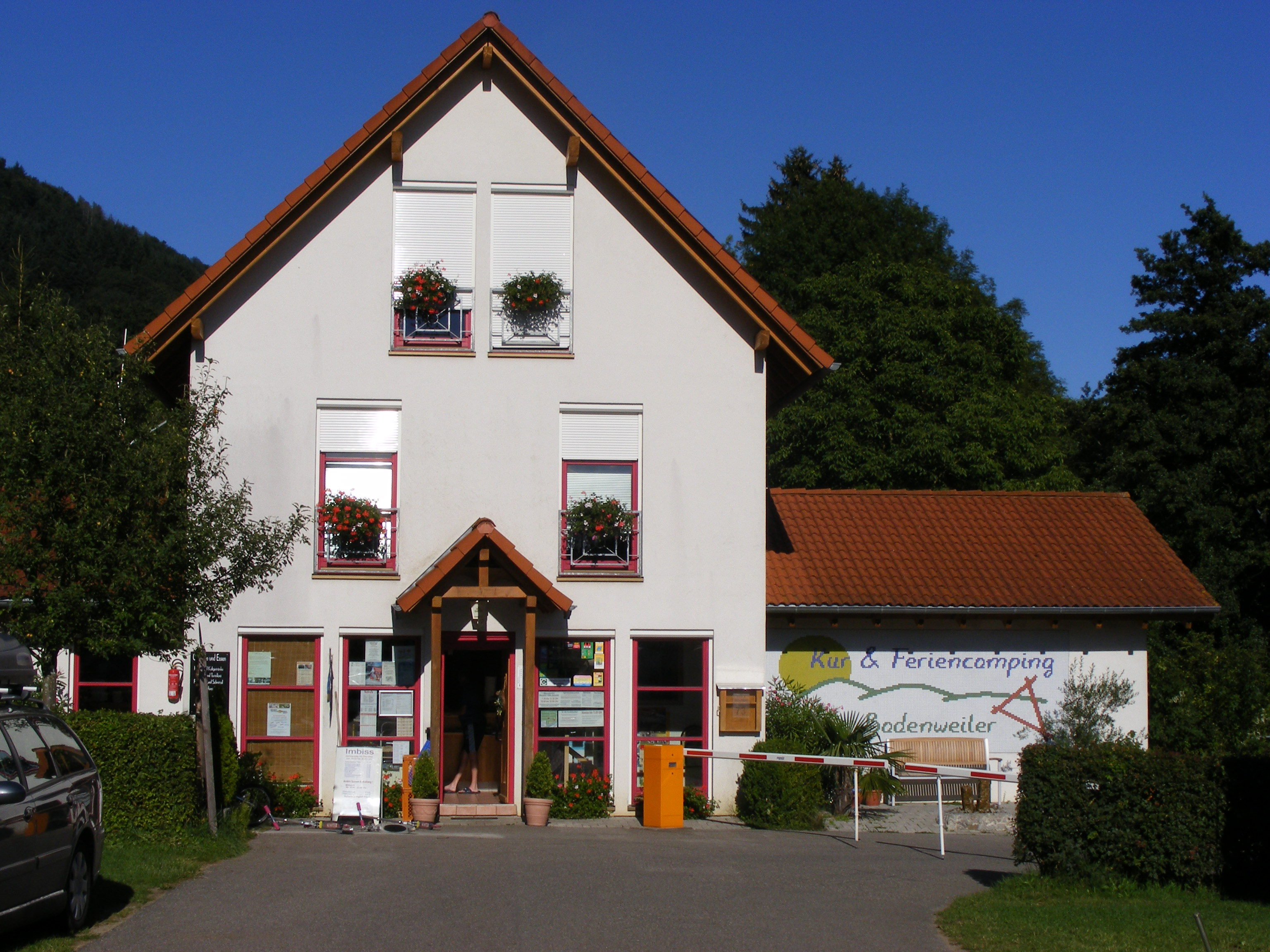
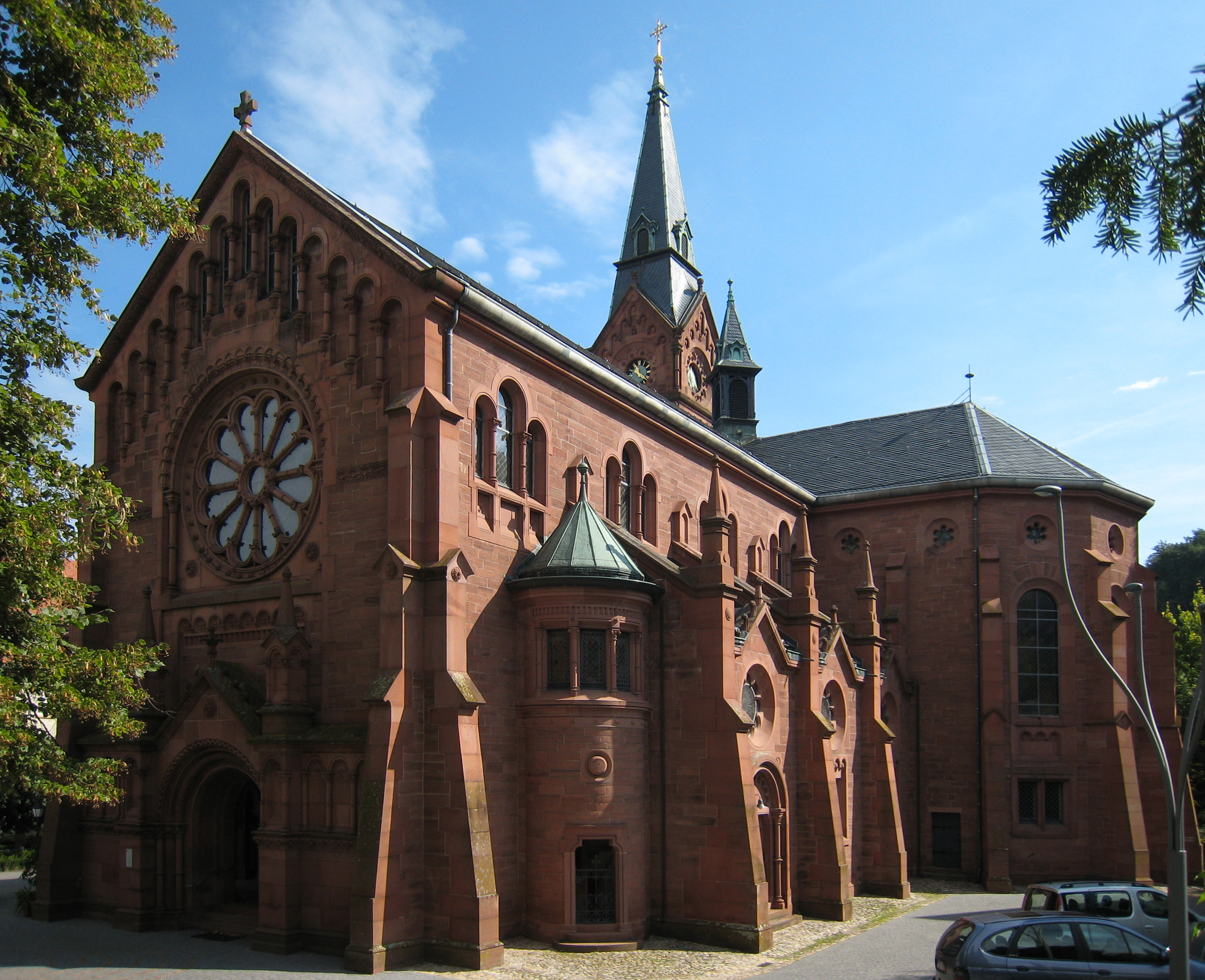
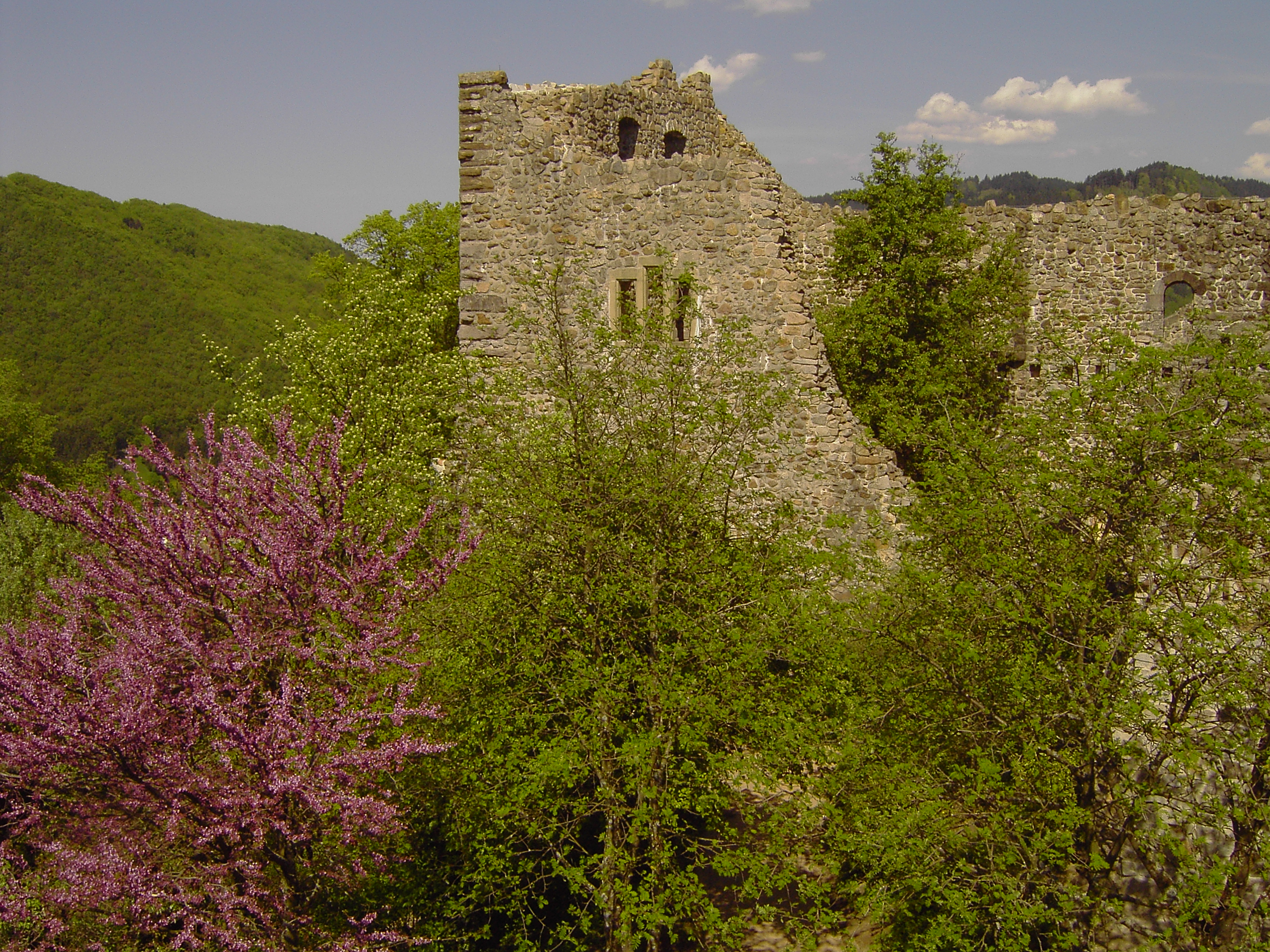
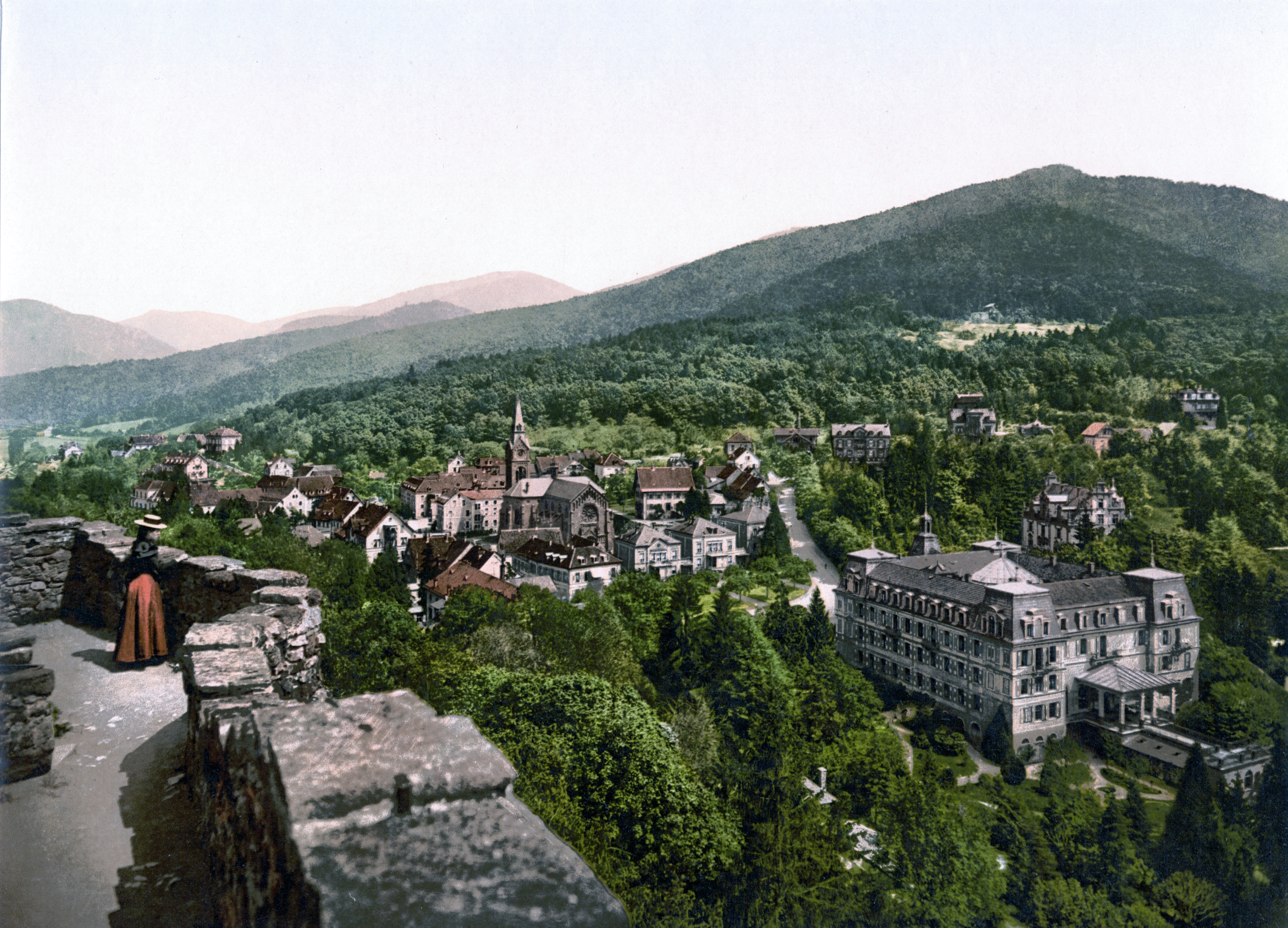
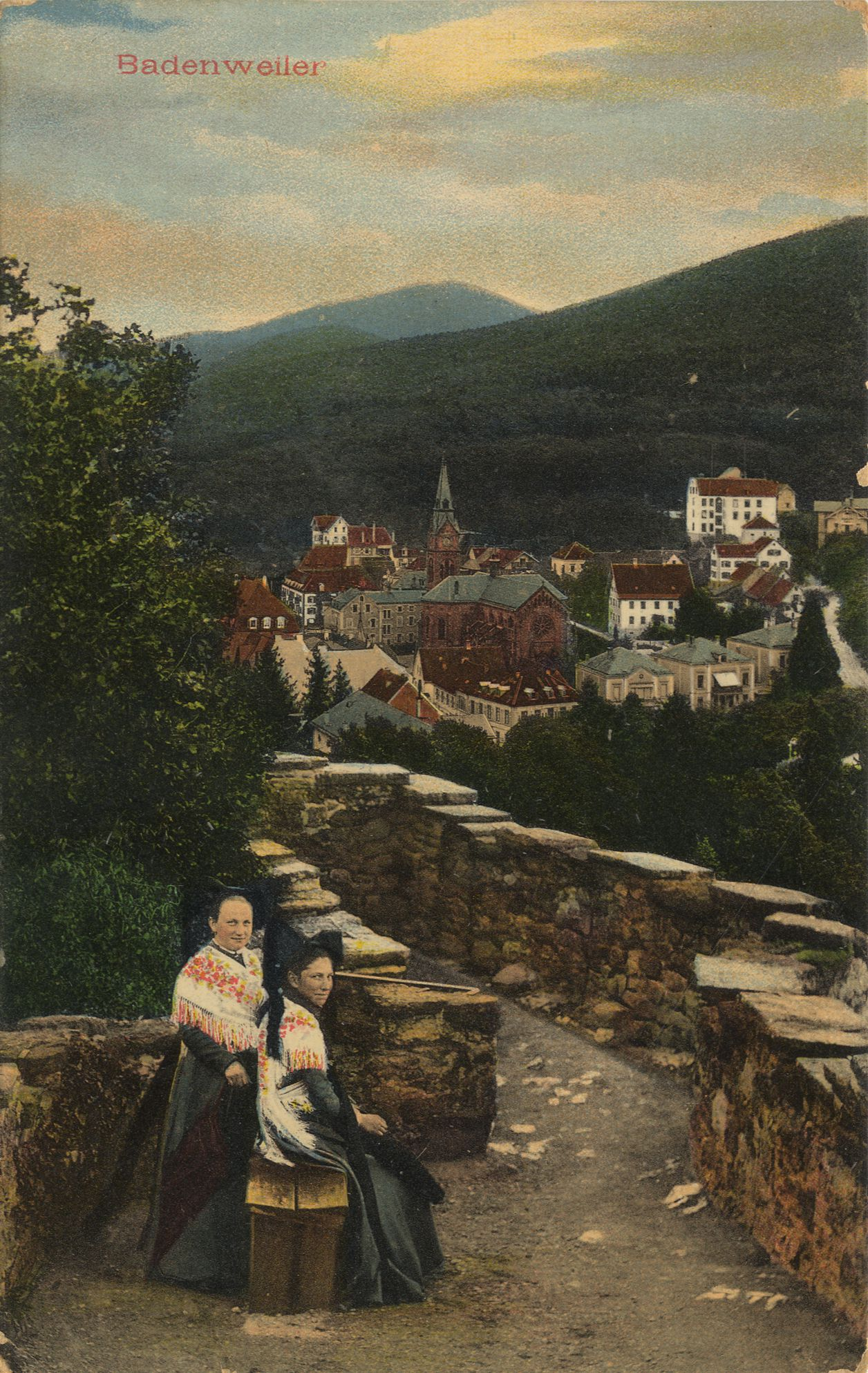